# Sveno Petri Hall
Sveno Petri Hall (även omnämnd som Sven Persson Hall), född 1626, död 25 maj 1684, var borgmästare i Vadstena stad.

## Biografi
Hall föddes 1626. Han var son till en fogde i Veta socken. 1655 blev han borgmästare i Vadstena stad och häradshövding i Åkerbo härad, Östergötland. Hall avled 1684. Hans första hustru var Helena Nilsdotter. Efter hennes död var han gift med Maria Wallerius (1635–1693).